# Cæsar du Plat
Frederik (Friederich) Cæsar Ludvig Rudolph du Plat (født 21. december 1804 i København, død 1. april 1874 i Kiel) var en dansk officer, som ved begyndelsen på Treårskrigen gik over til tysk side. Han var bror til Glode og Ernst du Plat.
Hans forældre var premierløjtnant, senere karakteriseret generalmajor, kammerherre Heinrich du Plat (1769-1852) og Alette Marie Amalia Wilster (1777-1853). Du Plat blev 1812 volontær, året efter virkelig kadet, 1819 underofficer i korpset, pagekadet og sekondløjtnant à la suite i rytteriet, trådte 1824 i nummer ved sit regiment (i Holsten), blev 1829 karakteriseret premierløjtnant, gennemgik 1830-34 den nyoprettede kongelige militære Højskole, blev 1834 virkelig premierløjtnant og adjoint ved Generalkvartermesterstaben, 1836 divisionskvartermester à la suite, i nummer som sådan 1839 og blev samme år ritmester i den omformede generalstab, 1842 adjudant ved generalkommandoen i Hertugdømmerne og 2. marts 1848 major i Generalstaben (med anciennitet fra 1846). Han blev kammerjunker 1823, Ridder af Dannebrog 1840 og Dannebrogsmand 1843.
Du Plat tilhørte en af de mange familier, der blevet splittet af de kulturelle konflikter i Slesvig. I begyndelsen havde han en neutral indstilling til den spirende konflikt, især efter det åbne brev af 1846, men ved udbruddet af det slesvig-holstenske oprør 24. marts 1848 valgte han side. Da ankom nemlig hans gamle regimentschef og kommanderende general, prinsen af Nør, til Rendsborg. Prinsen skal have strakt hånden ud mod ham med ordene: "Ven eller Fjende?". Du Plat greb hånden og havde hermed truffet sit valg, gik straks over til den anden side med "alle Hemmelighederne" (J.T. Ræder).
Cæsar du Plat blev regnet for det bedste bud på en chef for den slesvig-holstenske generalstab, men han ønskede ikke at bære våben imod den danske hær, hvor bl.a. hans bror Glode gjorde tjeneste. I stedet fik han stillingen som afdelingschef i militærforvaltningen og blev 1849 oberst à la suite i generalstaben. Ved krigens ophør bosatte han sig i Hamborg og havde en stærkt besøgt kostskole for rige købmandssønner, indtil han december 1863 i Gotha trådte sammen med Karl Friedrich Lucian Samwer og Karl Philipp Francke for at arbejde for hertug Frederiks fordringer på Hertugdømmerne og tog derefter ophold i disse. 1852 blev du Plat udelukket fra amnesti og slettet af listen over Dannebrogsriddere.
Han blev gift 25. marts 1833 i Sankt Petri Kirke med Louise Marie Thomsen (4. marts 1809 i Tønning – 8. september 1893 i Delmenhorst), datter af borgmester i Tønning, senere deputeret i Slesvig-Holsten-Lauenborg Kancelli Peter Thomsen (1781-1839) og Christina Sophia Augusta Bentzen (1782-1862).